# 王茂 (南朝)
王茂（おう ぼう、孝建3年（456年）- 天監14年4月5日（515年5月3日））は、中国南朝の宋・斉・梁の武将。字は休遠。本貫は太原郡祁県。

## 生涯
王天生の子として生まれた。数歳にして祖父の王深に才能を認められ、「吾が家の千里駒」と賞賛された。物静かで落ち着いた人柄で、無闇に交遊に耽らなかった。身長は8尺あり、容貌も色白で美しかった。斉の武帝がまだ布衣であった頃、年少だった王茂を見て、その堂々たる様子に感嘆したという。宋の昇明の末年、奉朝請となる。後軍行参軍・司空騎吏・太尉中兵参軍を歴任した。その後、鎮南司馬・臨湘令、越騎校尉、寧朔将軍長史、前軍将軍江夏王司馬、寧朔将軍・江夏内史などを歴任した。
建武2年（495年）、北魏が司州を包囲すると、王茂は郢州の兵を率いて救援に駆けつけ、蕭衍（後の梁の武帝）とともに敵将王粛らを打ち破った。しばらくして輔国長史・襄陽郡太守に任じられ、蕭衍の幕下に入った。王茂が蕭衍に背こうとしていると讒言する者がいたが、蕭衍は王茂の将才を惜しみこれを退けた。永元2年（500年）、蕭衍が蕭宝巻（東昏侯）に反乱を起こすと、王茂は蕭衍の下に馳せ参じ、軍の先鋒となって郢州を制圧した。さらに曹景宗らと共に先鋒として長江を下り、大航で王珍国らの軍を破った。首都建康が平定されると、護軍将軍に任じられ、すぐに侍中・領軍将軍となった。この時、蕭宝巻の妃であった潘玉児は「国色」と呼ばれるほどの美貌で、蕭衍は彼女を気に入り自分のものにしようと考えたが、王茂がこれを諫めたため、結局潘玉児は殺された。蕭衍は潘玉児に次ぐ余妃を王茂に与えた。
天監元年（502年）、梁が建国されると、元の官に鎮軍将軍を加えられ、望蔡県公に封じられた。同年、群盗が神虎門を焼き、衛尉の張弘策を殺すと、王茂は兵を率いて駆けつけ、賊を射殺した。王茂は賊の襲撃を防げなかったことを理由に自ら辞職を願い出たが、詔勅によって慰留された。江州刺史の陳伯之が反乱を起こすと、使持節・散騎常侍・都督江州諸軍事・征南将軍・江州刺史に任じられ、これを討伐した。天監5年（506年）、2万の兵を率いて北魏に侵攻したが、河南城で北魏の平南将軍楊大眼に敗れ撤退した。天監6年（507年）、尚書左僕射に任じられたがこれを固辞、代わりに侍中・中衛将軍・領太子詹事となる。天監7年（508年）、車騎将軍に任じられ、翌天監8年（509年）、以前の官に加えて開府儀同三司・丹陽尹となった。
王茂は官職に就いて取り立てて名声があった訳ではないが、寛大な人柄で、部下や民衆に慕われた。普段から居住まいを正しくし、僕妾の前でもだらしない様子をしなかった。容姿が美しく、朝会に出入する度に人々は彼を仰ぎ見た。建国後の武帝が文雅の士を信任するようになると、王茂はこれを喜ばず、酒宴で酔うたびに不満の気持ちを表したが、武帝はそのたびに彼を宥めてとがめなかった。
天監11年（512年）、司空に任じられ、侍中・丹陽尹は元のままとされた。丹陽尹を辞すと中権将軍に任じられた。天監12年（513年）、使持節・散騎常侍・驃騎将軍・開府儀同三司・都督江州諸軍事・江州刺史に任じられる。天監14年（515年）、任地の江州で死去。享年60。侍中・太尉を追贈された。諡は忠烈。子の王貞秀が跡を継いだが、服喪中に無礼を働いたことを弾劾され、越州に流された。王貞秀は後に広州に流されると、北魏の降人である杜景とともに反乱を計画したが、刺史の蕭昂により誅殺された。

## 伝記資料
- 『梁書』巻9 列伝第3
- 『南史』巻55 列伝第45